# 중국 진도 계급
중국 진도 계급(영어: China seismic intensity scale, CSIS), 중국에서 중국지진열도표(중국어: 中国地震烈度表)는 중화인민공화국에서 지진의 진도를 측정하는 데 사용하는 국가 표준 진도이다. 유럽 광대역 진도 계급(EMS-92)과 비슷하게 중국 진도 계급은 진도를 지진의 피해와 영향에 따라 로마 숫자로 1(I)부터 12(XII)까지 총 12개의 '열도'(烈度)로 구분한다.
중국 진도 계급은 1980년 중국지진국이 처음으로 제정한 "중국지진열도표 (1980년)"(中国地震烈度表（1980）)에 기원을 두고 있다. 이후 개정을 거치고 중화인민공화국 국가 표준에 등록시키면서 1999년 중국 국가품질기술감독관리국에서 GB/T 17742-1999로 지정되었다. 이후 2008년 쓰촨 대지진 당시 피해를 바탕으로 다시 개정되었다.

## 분류표
방출한 지진 에너지를 직접적으로 측정해 계산하는 지진 규모와는 달리, 진도는 지진이 특정 장소에서 얼마나 큰 영향을 미치는 지를 평가한다. 즉 진도는 주관적인 인간의 평가(얼마나 크게 흔들리는지, 건물의 손상 정도)와 객관적인 흔들림량을 바탕으로 측정된다. 중국 진도 계급에서는 여러 평가과정과 건물별 분류를 통해 세밀하게 진도를 계산한다.
아래는 GB/T 17742-1999 부록에 나와 있는 1999년 버전 중국 진도 계급 부록 I 해설서의 번역이다.
| 진도 | 인간의 감각                                                                                          | 건물의 손상 정도 | 건물의 손상 정도 | 기타 피해 | 합성 지진 가속도      | 합성 지진 가속도   |
| 진도 | 인간의 감각                                                                                          | 피해 | 평균 피해 계수   | 기타 피해 | 최대 지반 가속도 m/s2 | 최대 지반 속도 m/s |
| ---- | --- | --- | ---------------- | --- | --------------------- | ------------------ |
| I    | 인간이 감지 불가능하다.                                                                              | |                  | |                       |                    |
| II   | 실내에 있는 극히 소수가 감지 가능하다.                                                               | |                  | |                       |                    |
| III  | 실내에 있는 소수가 감지 가능하다.                                                                    | 창문과 문이 가볍게 덜컹거린다. |                  | 정지한 물체가 미세하게 흔들린다. |                       |                    |
| IV   | 실내의 다수가 흔들림을 느낀다. 실외의 극히 소수가 감지한다. 극히 소수가 잠에서 깨어난다.             | 창문과 문이 덜컹거린다. |                  | 정지한 물체가 눈에 띄게 흔들린다. 그릇이 덜컹거린다. |                       |                    |
| V    | 실내의 절대다수가 흔들림을 느끼며 실외의 다수가 흔들림을 느낀다. 다수가 잠에서 깨어난다.             | 문과 창문, 건물 뼈대가 흔들리며 소음이 들린다. 회반죽에서 먼지와 미세한 가루가 떨어지며 지붕 타일 일부가 떨어지고 소수의 굴뚝에서 벽돌이 떨어진다. |                  | 불안정한 물체가 흔들리거나 뒤집힘 | 0.31 (0.22 - 0.44)    | 0.03 (0.02 - 0.04) |
| VI   | 다수가 똑바로 설 수 없으며, 소수가 공포에 밖으로 뛰쳐나온다.                                         | 기본적으로 양호한 상태 - 벽에 금이 가고 지붕 타일이 떨어지며 일부 굴뚝이 갈라지거나 일부가 떨어진다.                                               | 0 - 0.10         | 제방과 부드러운 흙에 금이 간다. 포화된 모래층에서 가끔씩 모래와 물이 솟아난다. 일부 독립형 굴뚝에 균열이 간다.                                             | 0.63 (0.45 - 0.89)    | 0.06 (0.05 - 0.09) |
| VII  | 거의 다수가 밖으로 뛰쳐나간다. 자전거를 타는 사람이나 차량을 타고 이동하는 사람도 흔들림을 느낀다.   | 경미한 피해 상태 - 국부적인 파괴와 균열이 나타나며 작은 수리를 하거나 수리 없이 계속 사용할 수 있다.                                               | 0.11 - 0.30      | 제방이 붕괴된다. 포화된 모래층에서 모래와 물이 빈번하게 솟아난다. 부드러운 토양에 금이 많이 간다. 대부분의 독립형 굴뚝에 중간 정도의 피해가 발생한다.      | 1.25 (0.90 - 1.77)    | 0.13 (0.10 - 0.18) |
| VIII | 다수가 이리저리 흔들리고 걷기가 어렵다.                                                              | 중간 피해 상태 - 일부 구조적 파괴가 발생하고 지속적으로 사용하기 위해서는 수리가 필요하다.                                                         | 0.31 - 0.50      | 딱딱하고 건조한 토양에 균열이 발생한다. 대부분의 독립형 굴뚝이 심각하게 파괴되고 나무의 꼭대기도 부러진다. 건물이 파괴되어 사람과 가축이 사망한다.         | 2.50 (1.78 - 3.53)    | 0.25 (0.19 - 0.35) |
| IX   | 움직이는 사람들이 넘어진다.                                                                          | 심각한 피해 상태 - 심각한 구조적 파괴와 국지적 붕괴가 발생해 수리하기 어렵다.                                                                      | 0.51 - 0.70      | 딱딱하고 건주양 토양에 많은 균열이 발생한다. 기반암에 균열이 발생하거나 틀어진다. 산사태가 잦게 발생하거나 사면이 붕괴한다. 수많은 독립형 굴뚝이 붕괴된다. | 5.00 (3.54 - 7.07)    | 0.50 (0.36 - 0.71) |
| X    | 자전거 타는 사람이 넘어질 수 있다. 불안정한 상태의 사람은 넘어질 수 있다. 어지러움에 토할 수도 있다. | 다수가 붕괴 상태 | 0.71 - 0.90      | 기반암에 균열이 가고 지반이 파열된다. 암반에 기초를 둔 교량의 아치가 파괴된다. 대부분의 독립형 굴뚝 구조물이 기초부터 손상되거나 붕괴한다.                 | 10.00 (7.08 - 14.14)  | 1.00 (0.72 - 1.41) |
| XI   | | 광범위한 붕괴 상태 | 0.91 - 1.00      | 긴 길이의 지반이 파열된다. 수많은 암반 균열이 발생하고 산사태가 일어난다.                                                                                  |                       |                    |
| XII  | | |                  | 풍광과 산, 강이 급격하게 변화한다. |                       |                    |

- 참조: 열도표에 있는 여러 용어의 정의는 다음과 같다.
- 수사의 경우

- "극히 소수": 10% 이하
- "소수": 10~45%
- "다수": 40-70%
- "거의 다수": 60-90%
- "절대다수": 80% 이상

- 진도를 평가하는 주택 유형의 경우

- A1종: 내진설계가 되어 있지 않은 토목식, 벽돌목식, 석재 등의 가옥
- A2종: 천두식 골조 가옥
- B종: 내진설계가 되어 있지 않은 벽돌혼합구조식 가옥
- C종: VII도 내진설계가 되어 있는 벽돌혼합구조식 가옥
- D종: VII도 내진설계가 되어 있는 철근 콘크리트식 가옥

- 주택 평균 피해 계수

- 기본적으로 양호한 상태: 하중 및 비하중 요소가 온전하거나 개별적인 비하중 요소가 약간 손상되어 수리 없이 가옥을 사용할 수 있는 경우. 해당 피해 계수는 0.00≤d＜0.10이며 평균 0.00을 사용한다.
- 경미한 피해 상태: 개별 하중 요소에 눈에 띄는 균열이 있고 비하중 요소에 명백한 균열이 있어 수리하거나 약간의 수리 없이 가옥을 사용할 수 있는 경우. 해당 피해 계수는 0.10 ≤ d < 0.30며 평균 0.20을 사용한다.
- 중간 피해 상태: 대부분의 하중 요소에 약간의 균열이 있으며 일부는 명백한 균열이 있고, 일부 비하중 요소는 심하게 손상되어 수리를 통해 가옥을 사용할 수 있는 경우. 해당 피해 계수는 0.30 ≤ d < 0.55이며 평균 0.40을 사용한다.
- 심각한 피해 상태: 대부분의 하중 요소가 심각한 손상을 입고 비하중 요소가 일부 붕괴하여 집 복원이 어려운 경우. 해당 피해 계수는 0.55 ≤ d < 0.85이며 평균 0.70을 사용한다.
- 붕괴 상태: 대부분의 하중 요소가 심각하게 붕괴되고 주택 구조가 붕괴되거나 반파되어 더 이상의 복원 가능성이 존재하지 않는 경우. 해당 피해 계수는 0.85 ≤ d ≤ 1.00이며 평균 1.00을 사용한다.

## 같이 보기
- 수정 메르칼리 진도 계급

## 참고 문헌
- Spencer, B.F.; Hu, Y. X. (2001). 《Earthquake Engineering Frontiers in the New Millennium: Proceedings of the China-US Millennium Symposium on Earthquake Engineering, Beijing, 8–11 November 2000》. Taylor & Francis. ISBN 978-90-265-1852-2.